# Gilruthia
Gilruthia là một chi thực vật có hoa trong họ Cúc (Asteraceae).

## Loài
Chi Gilruthia gồm các loài: